# Siegfried Weiss
Siegfried Weiss (14. října 1933, Jablonec nad Nisou – 13. září 2022, tamtéž) byl český fotograf.

## Životopis
Narodil se ve smíšené německo-české rodině. V letech 1949–1952 studoval na jablonecké uměleckořemeslné škole a poté pracoval jako rytec kovů v bižuterním průmyslu. Věnoval se fotografování přírody, zejména Jizerských hor, Lužických hor a Českého ráje.